# Comité national démocrate
Pour les articles homonymes, voir DNC.

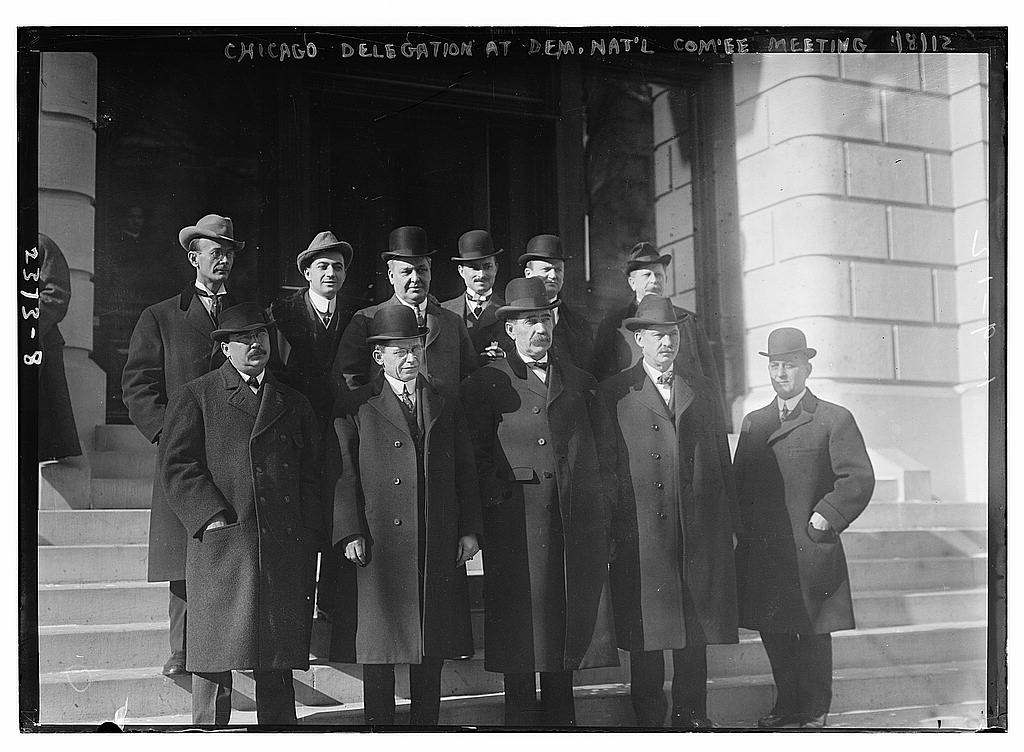
Délégation de Chicago au Comité national démocrate du 8 janvier 1912.

Le Comité national démocrate (en anglais : Democratic National Committee, abrégé en DNC) est un organisme politique américain chargé de diriger le Parti démocrate au niveau national. Il est responsable du développement et de la promotion des idées démocrates, ainsi que de la coordination des collecte de fonds et des stratégies électorales. À quelques exceptions près, des comités du même type existent dans chaque État et dans la plupart des comtés des États-Unis. Le DNC est aussi responsable depuis 1852 de l'organisation et de la gestion des Conventions nationales démocrates, qui désignent le candidat officiel du parti pour les élections présidentielles.
L'homologue du DNC est le Comité national républicain. Le président du comité est Ken Martin depuis février 2025.

## Liste des présidents

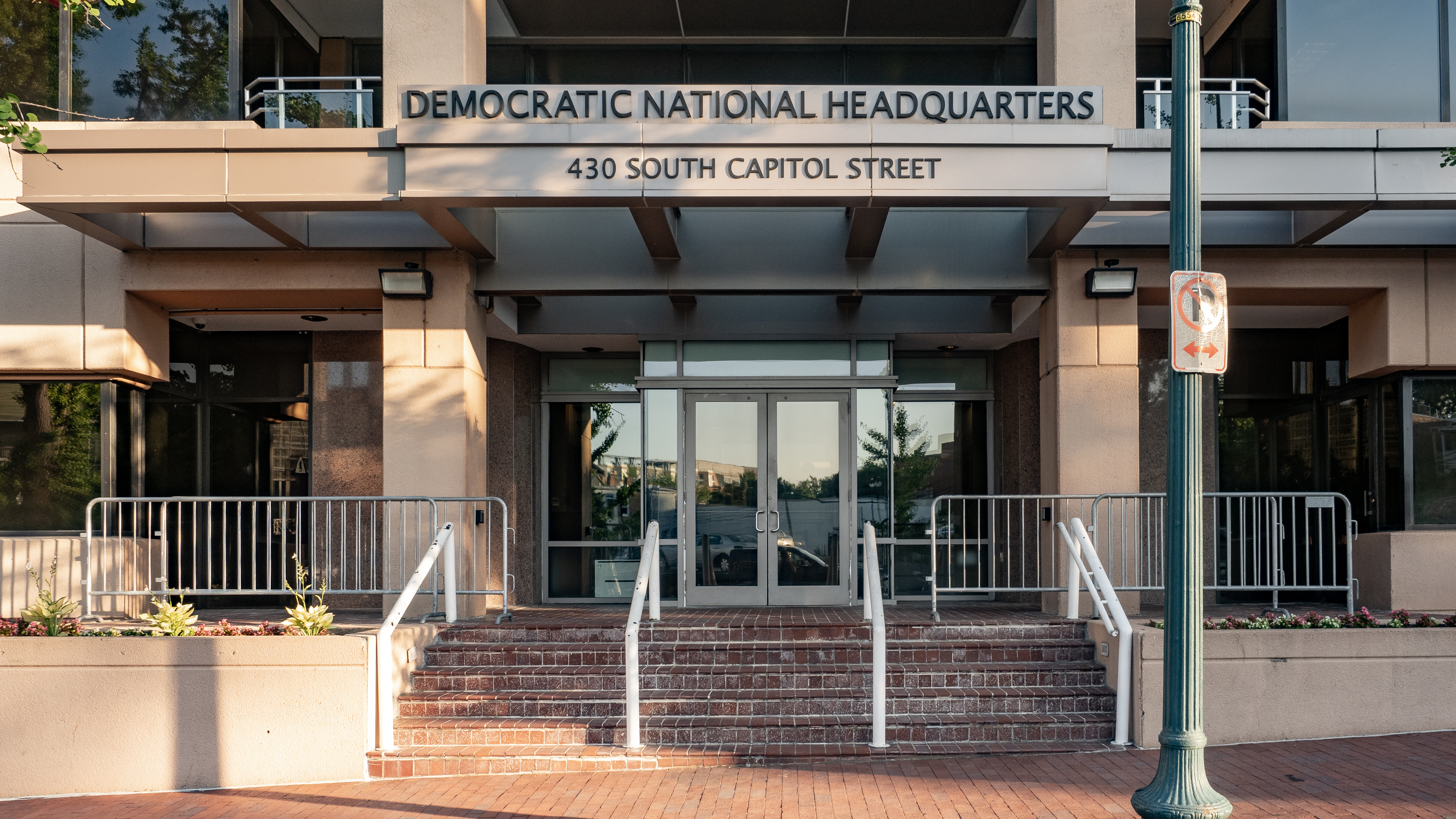
Entrée du siège du Comité national démocrate à Washington.

Lorsque deux présidents sont indiqués pour une même période, la direction est assurée par le premier et le second est assistant.
| Élu                      | Mandat      | État d'origine       |
| ------------------------ | ----------- | -------------------- |
| Benjamin F. Hallett (en) | 1848-1852   | Massachusetts        |
| Robert Milligan McLane   | 1852-1856   | Maryland             |
| David Allen Smalley      | 1856-1860   | Vermont              |
| August Belmont           | 1860-1872   | New York             |
| Augustus Schell (en)     | 1872-1876   | New York             |
| Abram Hewitt             | 1876-1877   | New York             |
| William Barnum (en)      | 1877-1889   | Connecticut          |
| Calvin S. Brice          | 1889-1892   | Ohio                 |
| William F. Harrity (en)  | 1892-1896   | Pennsylvanie         |
| James Kimbrough Jones    | 1896-1904   | Arkansas             |
| Thomas Taggart           | 1904-1908   | Indiana              |
| Norman E. Mack (en)      | 1908-1912   | New York             |
| William F. McCombs (en)  | 1912-1916   | New York             |
| Vance C. McCormick (en)  | 1916-1919   | Pennsylvanie         |
| Homer Stille Cummings    | 1919        | Connecticut          |
| George White (en)        | 1920-1921   | Ohio                 |
| Cordell Hull             | 1921-1924   | Tennessee            |
| Clem L. Shaver (en)      | 1924-1928   | Virginie-Occidentale |
| John J. Raskob           | 1928-1932   | New York             |
| James Aloysius Farley    | 1932-1940   | New York             |
| Edward J. Flynn (en)     | 1940-1943   | New York             |
| Frank C. Walker          | 1943-1944   | Pennsylvanie         |
| Robert E. Hannegan       | 1944-1947   | Missouri             |
| James Howard McGrath     | 1947-1949   | Rhode Island         |
| William M. Boyle (en)    | 1949-1951   | Missouri             |
| Frank E. McKinney (en)   | 1951-1952   | Indiana              |
| Stephen Mitchell (en)    | 1952-1955   | Illinois             |
| Paul Butler (en)         | 1955-1960   | Indiana              |
| Henry M. Jackson         | 1960-1961   | Washington           |
| John Moran Bailey (en)   | 1961-1968   | Connecticut          |
| Larry O'Brien            | 1968-1969   | Massachusetts        |
| Fred R. Harris (en)      | 1969-1970   | Oklahoma             |
| Larry O'Brien            | 1970-1972   | Massachusetts        |
| Jean Westwood            | 1972        | Utah                 |
| Robert S. Strauss (en)   | 1972-1977   | Texas                |
| Kenneth M. Curtis (en)   | 1977-1978   | Maine                |
| John Coyle White (en)    | 1978-1981   | Texas                |
| Charles Manatt (en)      | 1981-1985   | Californie           |
| Paul G. Kirk             | 1985-1989   | Massachusetts        |
| Ronald Brown             | 1989-1993   | New York             |
| David Wilhelm (en)       | 1993-1994   | Ohio                 |
| Debra DeLee (en)         | 1994-1995   | Massachusetts        |
| Chris Dodd               | 1995-1997   | Connecticut          |
| Donald Fowler (en)       | 1995-1997   | Caroline du Sud      |
| Roy Romer                | 1997-1999   | Colorado             |
| Steven Grossman (en)     | 1997-1999   | Massachusetts        |
| Ed Rendell               | 1999-2001   | Pennsylvanie         |
| Joseph Andrew            | 1999-2001   | Indiana              |
| Terry McAuliffe          | 2001-2005   | Virginie             |
| Howard Dean              | 2005-2009   | Vermont              |
| Tim Kaine                | 2009-2011   | Virginie             |
| Donna Brazile (intérim)  | 2011        | Louisiane            |
| Debbie Wasserman Schultz | 2011-2016   | Floride              |
| Donna Brazile (intérim)  | 2016-2017   | Louisiane            |
| Tom Perez                | 2017-2021   | New York             |
| Jaime Harrison           | 2021-2025   | Caroline du Sud      |
| Ken Martin               | depuis 2025 | Minnesota            |